# Andra generationen (musikgrupp)
Andra generationen, svensk-makedonsk musikgrupp som spelar musik med rötterna på Balkan, framför allt i Nordmakedonien. Bandet bildades 1988 av söner till arbetskraftsinvandrare som kom till Sverige från Makedonien under 1950-talet och 1960-talet. Deras hemvist är Göteborg men de spelar flitigt runt om i Sverige. Gruppens namn anspelar på termen "andra generationens invandrare", alltså svenskfödda barn till invandrare.

## Historia
Bandet hade sin premiärspelning på Makedoniska föreningen i Mölndal i slutet av 1980-talet. Bandet splittrades 1994 men återbildades året efter. 1997 bröts ny mark när Johan Arrias, den första bandmedlemmen med helsvenska rötter, tog plats i bandet. Fler har följt därefter och bandmedlemmarna har idag blandade rötter. Efter att främst ha existerat som ett liveband med spelningar på fester och bröllop samt större spelningar så gav bandet ut sin första CD "Kärlekens land" 2004. Bandet har tävlat i Melodifestivalen två gånger med låtarna Kebabpizza Slivovitza, 2008, respektive 2010 med Hippare Hoppare. Ingen av låtarna tog sig vidare från deltävlingen. 2010 deltog de tillsammans med Dogge Doggelito.

## Musiken
Texterna handlar till stor del om kärlek, både lycklig och olycklig men även socialrealism får plats. Ett exempel är raderna i låten "Bandet" om mannen som jobbar på fabrik: "Har kämpat på bandet i många år. Ingen frågar hur jag mår." Andra klassiska låtar är balkanversionen av nationalsången som är inledningsspår på CD:n "Kärlekens land" samt "Heja Sverige" från 2006. Den senare var en inofficiell fotbolls-VM låt hyllande svenska fotbollslandslaget.
Den makedonska musiktraditionen går som en röd tråd genom Andra generationens musik som dock även innehåller stråk av serbisk och turkisk musik. Snabba eller supersnabba danslåtar varvas med lugnare sånger om kärlek.

## Bandmedlemmar
Andra generationen består av sex medlemmar. Instrument som förekommer i deras låtar är saxofon, dragspel, bas, gitarr och trummor. Andra instrument som använts är zurla, säckpipa, tapan, tarabuka, tambura och bouzouki.
- Vlatko Ancevski – dragspel, synth och kör
- Vlatko Gicarevski – bas, bouzouki och sång på göteborgska
- Mats Nilsson – altsaxofon, flöjt, slagverk och sång på skånska
- Teddy Paunkoski – gitarr, synth, tambura och kör
- Stevan Tomulevski – trummor
- Otis Sandsjö – altsaxofon och kör

## Diskografi

### Album
- 2004 – Kärlekens land (Warner Swede)
- 2008 – Extra allt (Warner Swede)
- 2010 – Hippare Hoppare (Warner Swede)

### Singlar
- 2006 – "Heja Sverige" (VM-låt från förorten)
- 2008 – "Kebabpizza Slivovitza"
- 2010 – "Hippare Hoppare" (tillsammans med Dogge Doggelito)